# 第十三書簡
『第十三書簡』（だいじゅうさんしょかん、希: Ἐπιστολή ιγ'、羅: Epistula XIII、英: Epistle XIII, Thirteenth Epistle, Thirteenth Letter）は、プラトンの『書簡集』中の書簡の1つ。

## 概要
紀元前365年、プラトンが62歳頃、第二回シケリア旅行（紀元前367年-紀元前366年）からアテナイに帰ってしばらくして、ディオニュシオス2世に宛てた書簡である。
内容は友好的なもので、プラトンの身辺の状況が綴られている。

## 日本語訳
- 『プラトン全集14　エピノミス(法律後篇)・書簡集』 水野有庸・長坂公一訳、岩波書店